# 馮雲驤
冯云骧，字讷生，山西代州人，清朝政治人物。冯如京之子。
顺治八年，乡试中举。順治十二年（1655年）乙未科進士，康熙己未举博学鸿词科，历官福建布政使、福建督粮道。有《飞霞楼诗》、《云中集》、《国雍》、《草沱园偶辑》、《瞻花稿》、《涉霞吟》、《青苔篇》。